# Jacques Moderne
Jacques Moderne (Buzet (Istrie) vers 1495 - Lyon, après 1561) est un imprimeur-libraire lyonnais de la Renaissance, connu notamment pour ses éditions musicales.

## Biographie

### Avant Moderne
Avant que Moderne commence à imprimer de la musique (en 1532 ou un peu avant), les éditions musicales lyonnaises ne sont connues que par quelques vestiges. On dénombre :
- La Fleur des Noels. Lyon : sans nom, ca. 1535. Avec musique à une voix, gravée sur bois. Séville, Biblioteca Colombina.

Transcription intégrale et commentaire dans Babelon 1914.
- Chansons novelles en langaige provensal. [Lyon : Antoine Blanchard, ca. 1531]. 8°, [20] f. Guillo 1991 no 8, Pogue no 92 (mais l'attribution à Moderne est erronée). Avec musique à une voix sur bois. Paris BNF (Mss.) : Rothschild IV.6.179.

Fac-similés : Mâcon : impr. Protat, 1909, éd. Émile Picot, puis Béziers : Centre International de Documentation, 1979.
- Francesco Layolle. Contrapunctus seu figurata musica super plano cantu missarum solemnium totius anni. Lyon : Bernard Garnier et Guillaume Gobert pour Étienne Gueynard, août 1528. Guillo 1991 no 9, RISM 15281. Contient le propre de 13 messes solennelles, et trois motets signés par Francesco Layolle. Musique à 4 voix gravée sur bois (procédé en deux impressions, unique en son genre). Dédicace à Bernardo Altoviti, patricien florentin établi à Lyon.

Transcription intégrale par David A. Sutherland : The Lyons Contrapunctus (1528). Madison (WI) : A-R Editions, 1976, 2 vol.
- Francesco Layolle, [Motets à 4 et 5 voix, titre inconnu]. [Lyon : Antoine Du Ry pour Jacopo Giunta ? 1525]. Contient 12 motets dont l'un fait référence à la captivité récente de François Ier après la Bataille de Pavie. Il ne reste plus que la partie de ténor. Musique gravée sur bois (en unique impression). London BL : K.8.b.7(5).

Sur l'identification et la datation de ce volume, voir Guillo 1991 n° 9 (p. 219-227).
Ces sources, de même que des mentions trouvées dans des inventaires du temps, montrent que :
- l'édition musicale lyonnaise a commencé vers 1525 au plus tard, donc au moins trois ans avant Paris ;
- la technique privilégiée alors était la gravure sur bois pour la musique et la typographie pour le texte (pour la musique, la typographie n'intervient que vers 1532 avec Jacques Moderne, ou peu avant) ;
- les œuvres publiées sont des chansons, des motets, des messes ou des fragments de messe ;
- le nombre d'éditions antérieures à la production musicale de Moderne se monte à une quinzaine environ, dont environ la moitié concerne des œuvres de Francesco Layolle.

### Moderne
C’est le qualificatif qu’il ajoute à son nom latinisé « Jacobus Modernus de Pinguento » qui indique le lieu de naissance de Jacques Moderne : le petit bourg de Buzet, au milieu de la péninsule d’Istrie, actuellement en Croatie. Aucune trace de sa famille n’a été trouvée dans les archives de cette localité. Il est né là probablement dans les dernières années du XVe siècle. Le lieu de son apprentissage d’imprimeur n’est pas connu mais pourrait être naturellement Venise, ville très proche où l’imprimerie était très active. Il est possible qu’il soit venu à Lyon dans l’entourage d’un marchand-libraire, comme Jacopo Giunta, qui passe de Venise à Lyon vers 1519, ou envoyé à Lyon par une famille de libraires établie à Venise et à Lyon, telle celle des Gabiano ?
Il est identifié pour la première fois en 1523 dans les archives lyonnaises, cité sous le nom de « grant Jacques libraire ». Sa première édition datée est de 1526, sa première édition datée et signée d’août 1527. Son atelier est d’abord installé rue du Puits Pelu, avec nombre d’imprimeurs et libraires, puis à partir de 1534 rue Mercière, en plein cœur du quartier des imprimeurs et à proximité de l’église des Dominicains de Notre-Dame de Confort, dans laquelle une chapelle avait été cédée en 1466 à la colonie (ou communauté) florentine de Lyon, qui y tenait ses cultes. Il achètera également une maison d’habitation avec jardin dans la rue Raisin.
Il se marie avec Michelette Durand, fille d’Antoine Durand dit Poligny (sa famille est originaire de Franche-Comté), dont la famille était liée à nombre de familles d’imprimeurs ; par elle il a pour beaux-frères le libraire Benoît Bonyn, le notaire royal Laurent Grange et le marchand Benoît Dodat (avec qui il acquiert une maison en 1552). Il atteint donc à un niveau social notable. Son affaire prospère suffisamment pour qu’il puisse faire des acquisitions foncières, et accéder à une certaine notoriété, révélée par diverses responsabilités municipales dans la milice ou la levée des taxes.
La dernière édition datée de Moderne date de 1557 (Misse solennes), il est encore cité en mai 1562 dans le bail d’une chambre et sa femme est dite veuve en août 1568 ; il est donc mort dans cet intervalle. Sa veuve lui survit jusqu’au 22 avril 1582, date de sa sépulture à Notre-Dame de Confort.

### Layolle et Villiers, ses éditeurs de musique
Au début de sa carrière Moderne a profité des conseils et sans doute de l’appui de Francesco Layolle, organiste et compositeur prolifique très investi dans la communauté florentine de Lyon. C’est à lui qu’on peut attribuer la collecte, le choix et la correction d’une partie des œuvres publiées par Moderne jusqu’en 1540, date de sa mort. Layolle est le compositeur que Moderne a le plus publié (103 motets, chansons ou canzoni, et 4 messes), et il était resté toute sa vie en contact avec les artistes florentins. Même après 1540, on peut supposer que l’impression des canzone du Florentin Matteo Rampollini (vers 1554) est encore une conséquence des liens que Moderne avait tissés avec la colonie florentine. Il est permis d’imaginer que ceux-ci aient dépassé le strict cadre de la musique et qu’ils se soient également traduits par des prêts ayant permis à Moderne d’installer son atelier, par exemple. Comme le souligne Duchamp, l’usage d’une marque typographique en forme de « fleur de lys florentine » et le titre des Motetti del Fiore, peut-être en référence à la cathédrale Santa Maria del Fiore de Florence, peuvent être des signes de cette influence.
Après la mort de Layolle, Moderne a travaillé avec le compositeur Pierre de Villiers). Son rôle auprès de Moderne est moins visible et sans doute moins influent que celui de Layolle, mais là encore le nombre important de ses œuvres publiées par l’imprimeur révèle une proximité professionnelle. Avec Villiers, Moderne profitait aussi d’un musicien bien introduit dans les milieux poétiques lyonnais.

### La typographie et la mise en pages
Sur le plan graphique et ornemental, la production de Moderne se situe à cheval entre le post-incunable, avec sa lettre ronde et ses initiales imitant les traits de plume, et le livre moderne avec ses caractères romains et italiques.
Pour la musique, Moderne est le premier imprimeur français à utiliser, à partir de 1530-1532, la technique de l'impression musicale en caractères mobiles et en simple impression, tout récemment mise en œuvre à Paris par Pierre Attaingnant dès 1528. Il a employé seulement trois polices, qui n'ont jamais été repris par d'autres imprimeurs :
- un caractère de musique de corps moyen, utilisé dans ses livres de motets et de chansons de format in-quarto (Guillo 1991 no 121, 5 lignes = 12,5 mm) et dans ses livres de chœur antérieurs à 1545.
- un caractère de musique de grand corps, utilisé dans ses livres de chœur à partir de 1545 (Guillo 1991 no 122, 5 lignes = 15,5 à 16,5 mm), copié sur le caractère de Valerio Dorico.
- un caractère de tablature italienne (utilisant des chiffres et non des lettres) à six lignes et « en règle » (les chiffres sont posés sur les lignes et non entre les lignes) (Guillo 1991 no 123, 6 lignes = 19,1 mm).

La mise en pages des livres de musique de Moderne reprend les canons de l'époque : livres de chœur de format in-folio présentant successivement les parties de superius, altus, tenor et bassus, ou encore livres en parties séparées de format in-quarto oblong pour les Motetti del Fiore. Mais pour la collection du Parangon des chansons, la mise en pages est innovante : les quatre voix sont imprimées tête-bêche sur les deux pages du livre ouvert, constituant un livre de table. Les chanteurs et instrumentistes peuvent donc se placer de chaque côté du livre ouvert à plat sur une table.

### Après Moderne
La période la plus active d'édition musicale chez Moderne se termine vers le milieu des années 1540, et sa dernière édition musicale datée est de 1557. Les frères Godefroy et Marcelin Beringen avaient déjà fait paraître, dès 1547, des éditions musicales dans une typographie moderne et soignée (avec des œuvres de Dominique Phinot, Loys Bourgeois et Didier Lupi Second, notamment). L'imprimeur Michel Du Bois, venant de Genève, avait fait de même en 1555 et 1556 (œuvres de Philibert Jambe de fer). Le tailleur de caractères Robert Granjon, venant de Paris, les imite dès 1558-1559, avec des œuvres de Barthélémy Beaulaigue. Peu après, la floraison des éditions protestantes sera l'occasion pour de nombreux autres imprimeurs de s'essayer à la typographie musicale.

## Œuvres publiées
La presque totalité des éditions de Moderne est décrite dans Pogue 1969, à compléter avec Pogue 1975 et Parguez 2000, notamment. La bibliographie de Pogue est parfois approximative dans la distinction qu'il ne fait pas toujours correctement entre les réémissions (où le corps du texte n'est pas recomposé) et les rééditions (où le corps du texte est entièrement recomposé). De fait, il a pu attribuer deux numéros à deux émissions qui ne diffèrent que par la date ou par des corrections, notamment.

### Éditions non musicales

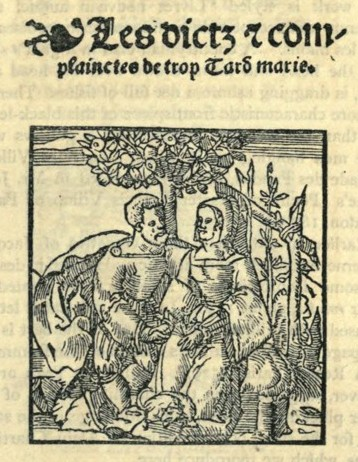
Page de titre des Dicts & complaintes de trop tard marié.

Entre 1526 et 1554 au moins, Moderne a publié une centaine d'opuscules environ, en général des in-octavo de quelques cahiers. Ils sont imprimés dans le style du livre gothique ou du livre moderne. 
La répartition s'établit ainsi : 17 % à usage domestique ou professionnel, 19 % de livres religieus, et 58 % de littérature. Les livres en latin sont minoritaires (Legenda sanctorum de Jacques de Voragine, Commentariorum de bello gallico de Jules César, Gesta romanorum, Manipulus curatorum, Secreta mulierum, Sermones… Les livres en français se rapportent au répertoire du livre populaire : quelques farces, ballades, moralités, dicts et complaintes, prophéties ou pronostications, doctrinaux, chroniques, chansons sans musique. Beaucoup de ces éditions sont anonymes, souvent non datées voire pas signées par l'imprimeur ; leur attribution à Moderne est parfois hypothétique.
Même si elles apparaissent majoritaires en nombre, les éditions non musicales de Moderne ne représentent qu'une part mineure de sa production en travail d'impression. En effet, une édition de messes de format in-folio, par exemple, par la difficulté du travail de composition typographique et par le coût du papier représente un investissement équivalent à plusieurs des éditions citées plus haut. Un calcul permet d'apprécier la part de ses impressions musicales entre 75 et 85 % du travail total, mais on peut supposer que les éditions non musicales ont contribué à financer les autres.

### Musique liturgique
Les liturgies sont en faible nombre :
- Missæ familiares. Continet hic libellus ea que sequuntur… 1530. 8°, 28 f., plain-chant noté. Inconnue de Pogue, cf. Parguez 2000 n° 7bis. Lyon BM : Rés FM B 512137. Contient 5 messes en plain-chant, à l'usage de Paris.
- Missæ solennes… 1530. 8°, plain-chant noté. Ancienne collection S. F. Pogue.
- Psalterium ad honorabilem ritum Lugdunensis ecclesie Galliarum primatis, cum antiphonis ac diuinis officijs… per eximios & eruditos in cantu… [1552]. 8°, 103 p., plain-chant noté. Firenze BN : MAGL.2.7.275, inconnu de Pogue.
- Missæ solennes. Cantus missarum que in festis principalioribus celebrantur… 1557. 8°, plain-chant noté. Pogue no 62. Lyon BM : Rés B 485065. Contient 12 messes en plain-chant.
- Missæ familiares. Continet hic libellus ea que sequentur… [1557]. 8°, plain-chant noté. Pogue no 63. Lyon BM : Rés B 485066. Réédition de l'édition de 1530.

Le recueil des Missæ familiares a été publié d'abord à Paris par François Regnault en 1523 puis en 1528, avant d'être repris à Lyon par Moderne en 1530 (voire avant par un autre imprimeur) puis en 1557.

### Messes et magnificats

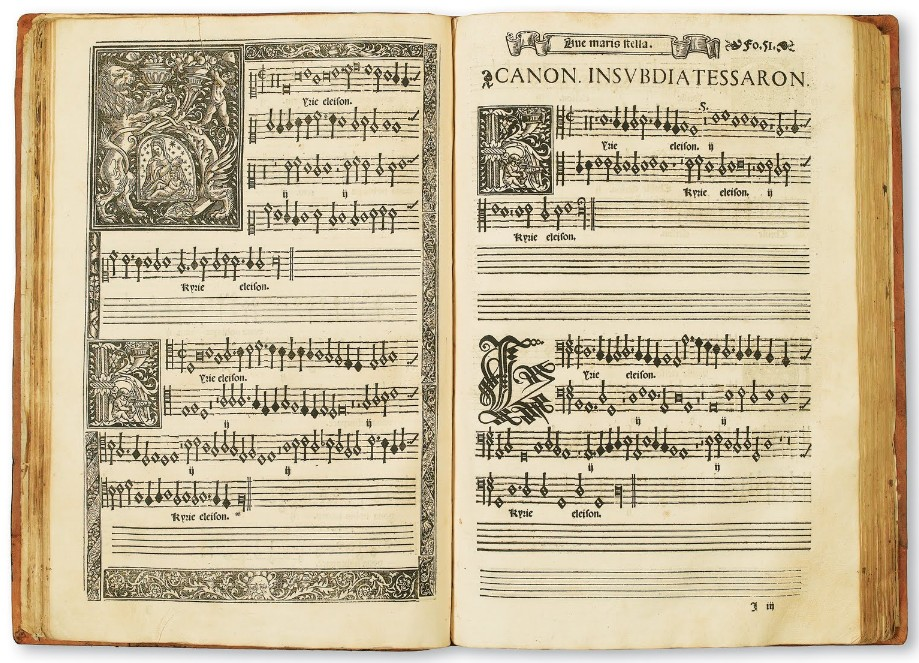
Deux pages du Missarum liber primus de C. de Morales, 1546.

Dans le domaine de la messe polyphonique, la production de Moderne est considérable puisqu'elle totalise 51 messes.
- Liber decem missarum a praeclaris musicis contextus…, 1532 (Pogue no 3, RISM 15328), réédité en 1540 (Pogue no 22, RISM 15401). Dédicace à Charles d'Estaing, chanoine-comte de Lyon.

Contient des messes de Pierre Moulu, Francesco Layolle (2), Jean Richafort, Jean Mouton, Guillaume Prévost, Angelo Gardano, Lupus Hellinck, Clément Janequin, Jean Sarton, et 3 motets du même Layolle. Ce volume présente un certain nombre de similarités typographiques avec le Contrapunctus de 1528, qui font penser au même projet éditorial, et la préface indique clairement que Layolle en a été l'éditeur.
- Pierre Colin, Liber octo missarum quarum priores, quae numero sex sunt, quatuor vocum concentu compositae sunt…, 1541 [1542 nouveau style] (RISM C 3307, Pogue no 33). Dédicace à Charles d'Estaing, chanoine-comte de Lyon. Peut-être réédité en 1552 (Pogue no 119).

Les six messes à quatre voix ont été réédités par Antonio Gardano à Venise dans son recueil Liber tertius missae sex ad voces quatuor… en 1544 et 1567 (RISM C 3308 et C 3309).
- Pierre Colin, Liturgicon musicarum duodecim missarum:decem quidem tetraphonon, duarum vero pentaphonon…, 1556 (Pogue no 61, RISM C 3310). Dédicace aux doyen et chanoines de la cathédrale Saint-Lazare d'Autun.

Contient dix messes à 4 voix et deux à 5 voix.
- Cristobal de Morales, Missarum liber primus, 1545-1546 (RISM M 3581, Pogue no 47 et 48). Dédicace à Cosme de Médicis.

Contient trois messes de Morales à 4 voix, trois à 5 voix, deux à 6 voix. Copie fidèle de l'édition donnée par Valerio Dorico à Rome en 1544.
- Cristobal de Morales, Missarum liber secundus, 1551 (RISM M 3583, Pogue no 55), peut-être réimprimé en 1552 (Pogue no 57). Sans dédicace.

Contient cinq messes à 4 voix et trois messes à 5 voix. Copie fidèle de l'édition donnée par Valerio Dorico à Rome en 1544.
- Mariae cantica vulgo Magnificat dicta : psalmata octo tetraphona…, 1550 (colophon parfois daté 1551), (RISM 15504 et M 3595, Pogue no 54), réédité en 1552 (Pogue no 56).

Contient huit magnificats de Cristobal de Morales, (5), Jacquet (2) et Jean Richafort, sur les huit tons.
- Harmonidos ariston. Tricolon, ogdoameron. In quo habentur litugiae, vel missae tres…, 1547 (Pogue no 50, RISM 15472). Réédité en 1548 (Pogue no 52, RISM 15481).

Contient deux messes de Pierre Colin et une de Antonio Gardano, suivies de quatre motets (Jacob Clemens non Papa, Philibert Jambe de fer, P. de La Farge (2) et un magnificat de Pierre Colin.

### Motets

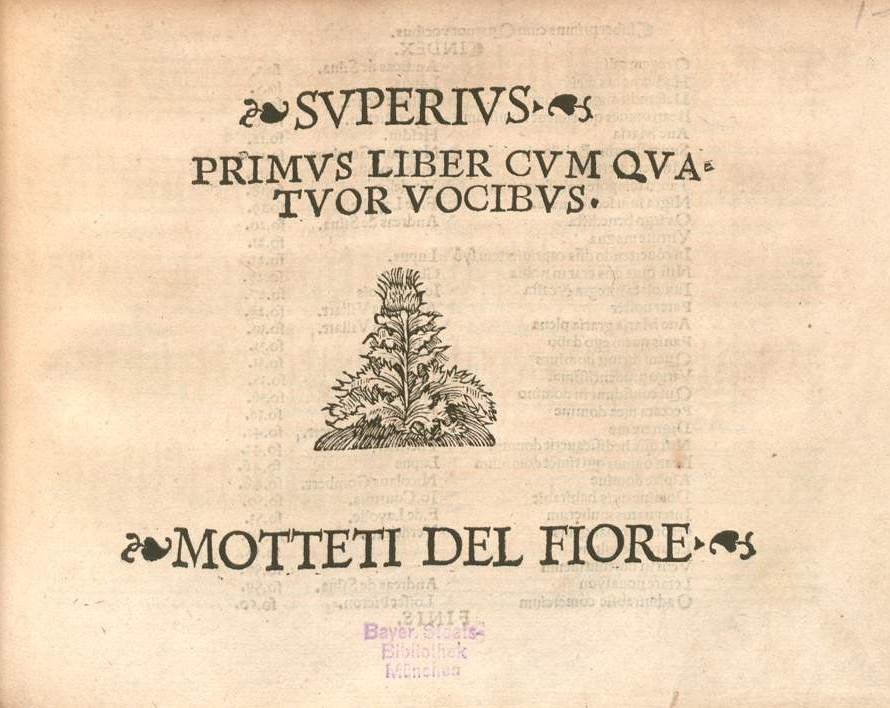
Page de titre du Primus liber des Motetti del Fiore. (c) München BSB.

Les Motetti del Fiore constituent une des collections de motets les plus célèbres de la première moitié du XVIe siècle, qui a été largement diffusée en Europe au travers des foires de Lyon. Elle rassemble huit volumes, totalisant 228 motets de 64 compositeurs différents, qui pour beaucoup d'entre sont de stature internationale (Jacques Arcadelt, Nicolas Gombert, Jean Lhéritier, Jachet de Mantoue, Verdelot, Adrien Willaert par exemple. Il s'y mêle quelques auteurs qu'on sait ou qu'on soupçonne avoir travaillé à Lyon à cette époque : P. de La Farge, Pierre de Villiers, Gabriel Coste.
- Loyset Piéton, Davidici Poenitentiales Psalmi septem, vers 1530 (Guillo 1991 no 15, RISM P 2344).

Sur cette édition, non signée ni datée, probablement une des premières de Moderne, voir Guillo 1984 et l'article Loyset Piéton.
- Motetti del Fiore. Primus liber cum quatuor vocibus, 1532 (Pogue no 4-5, RISM 153210).
- Motetti del Fiore. Secundus liber cum quinque vocibus, 1532 (Pogue no 6-7, RISM 15329).
- Motetti del Fiore. Secundus liber cum quatuor vocibus, 1532 (Pogue no 8, RISM 153211).
- Motetti del Fiore. Tertius liber mottetorum ad quinque et sex voces, 1538/1539 (Pogue no 15-16, RISM 15382), réédité en 1542 (Pogue no 34, RISM 15424).
- Motetti del Fiore. Tertius liber cum quatuor vocibus, 1539 (Pogue no 17, RISM 153910).
- Motetti del Fiore. Quartus liber cum quatuor vocibus, 1539 (Pogue no 18, RISM 153911).
- Motetti del Fiore. Quartus liber mottetorum ad quinque et sex voces, 1539 (Pogue no 19, RISM 15395).
- Motetti del Fiore. Quintus liber mottetorum ad quinque et sex et septem vocum, 1542 (Pogue no 35-36, RISM 15425).

De cette collection, l'imprimeur vénitien Antonio Gardano a immédiatement extrait plusieurs pièces pour constituer la Fior de motetti tratti dalli mottetti del fiore : primus liber cum quatuor vocibus (RISM 153912) et Secundus liber cum quinque vocibus (RISM 15396). Il a également fait paraître une collection concurrente intitulée Motetti del frutto entre 1539 et 1549.
La plupart de ces éditions sont numérisées par la Bayerische Staatsbibliothek de Munich (passer par Europeana).
Pour une étude approfondie et la transcription des motets qui n'étaient pas déjà publiés, voir Duchamp 2000. Cet auteur a également reprécisé la chronologie de la parution des premiers volumes (voir Duchamp 2003). Sur le réemploi par Giovanni Pierluigi da Palestrina des thèmes provenant des Motetti del fiore, voir Quereau 1974.
Collection entièrement éditée par Richard Sherr dans la collection Sixteenth-century motet : Four-voice motets from the Motteti del fiore series (New York : Garland, 1998-1999, 2 vol.), puis Five- and more-voice motets from the Motteti del fiore series (idem : 1999-2000, 2 vol.).
- Quelques motets figurent aussi dans des recueils de messes (voir plus haut le Liber decem missarum de 1532 et l' Harmonidos ariston de 1547).

### Chansons

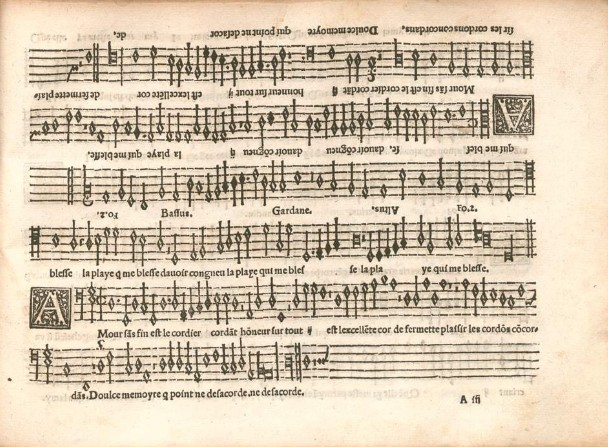
Une page du Xe livre du Parangon des chansons, 1543. (c) München BSB.

Comme les Motetti del fiore, le Parangon des chansons constitue une collection célèbre, qui a été très diffusée en Europe. Elle accueille beaucoup des grands noms de la chanson française, tels Jacquet de Berchem, Jacques Buus, Pierre Certon, Claudin de Sermisy, Thomas Créquillon, Henri Fresneau, Janequin bien sûr, Jean Maillard, Guillaume de La Mœulle, Antoine Mornable, Pierre Sandrin, Elzéar Genêt dit Carpentras. S'y trouvent également quelques auteurs qu'on sait ou qu'on suppose avoir vécu à Lyon à cette époque : Gabriel Coste, Charles Cordeilles, F. de Lys, Fresneau ou Pierre de Villiers. Pogue suppose que le lancement de la collection en 1538 peut faire suite au séjour prolongé de la cour de François Ier à Lyon, en 1536, avec les musiciens qui lui étaient attachés.
Une partie du répertoire est commune avec celui qui est imprimé à Paris par Pierre Attaingnant à la même époque.
Collection éditée par Albert Seay : Le Parangon des chansons (Colorado Springs : Colorado College music press, 1980-1981) puis par Jane A. Bernstein (New York ; London : Garland Publishing, 1993) dans la collection  The sixteenth-century chanson.
- Le Parangon des chansons. Contenant plusieurs nouvelles et delectables chansons que oncques ne furent imprimees au singulier prouffit & delectation de Musiciens [Premier livre], 1538 (Pogue no 10-11, RISM 153815).
- Le Parangon des chansons. Second livre contenant xxxi chansons nouvelles…, 1538 (Pogue no 12, RISM 153816). Réédité en 1540 (Pogue no 28, RISM 154015).
- Le Parangon des chansons. Tiers livre contenant xxvi chansons nouvelles…, 1538 (Pogue no 13, RISM 153817). Réédité en 1543 (Pogue no 37, RISM 154313).
- Le Parangon des chansons. Quart livre contenant xxxii chansons à deux et à troys parties…, 1539 (Pogue no 20, RISM 153919, incluant 153918).
- Le Parangon des chansons. Cinquiesme livre contenant xxviii chansons nouvelles…, 1539 (Pogue no 21, RISM 153920).
- Le Parangon des chansons. Sixiesme livre contenant xxv chansons nouvelles…, 1540 (Pogue no 26, RISM 154016).
- Le Parangon des chansons. Septiesme livre contenant xxvii chansons nouvelles…, 1540 (Pogue no 29, RISM 154017).
- Le Parangon des chansons. Huytiesme livre contenant xxx chansons nouvelles.., 1541 (Pogue no 30, RISM 15417).
- Le Parangon des chansons. Neufviesme livre contenant xxxi chansons nouvelles…, 1541 (Pogue no 31, RISM 15418).
- Le Parangon des chansons. Dixiesme livre contenant xxx chansons nouvelles…, 1543 (Pogue no 38, RISM 154314).
- Le Parangon des chansons. Unzieme livre contenant xxix chansons nouvelles…, 1543 (Pogue no 39, édition perdue dont quelques pièces ont été transcrites au XIXe siècle).

À cette collection s'ajoutent trois volumes consacrés à des chansons à l'interprétation difficile :
- Clément Janequin. Le Difficile des chansons. Premier livre contenant xxii chansons nouvelles à quatre parties…, [1540] (Pogue no 27, RISM J 459, datation d'après Guillo 1991 p. 240).
- Le Difficile des chansons. Second livre contenant xxvi chansons nouvelles à quatre parties…, 1544 (Pogue no 40, RISM 15449).
- Clément Janequin. Inventions musicales de Clem. Jennequin, premier, second, troisième et quatrième livre, où est contenu le Caquet des femmes à cinq parties, la Guerre, Bataille, Jalousie, Chant des oiseaux, Chant de l'alouette, Rossignol, Prise de Boulogne, &c., (1544) (Pogue no 114, édition perdue).

### Musique profane italienne
- Francesco Layolle, Cinquanta canzoni… [c. 1540] (Pogue no 23).
- Francesco Layolle, Venticinque canzoni… 1540 (Pogue no 24).
- Matteo Rampollini, Il primo libro de la musica… sopra di alcune canzoni del divin poeta M. Francesco Petrarca [ca. 1554] (Pogue no 65).

De ces trois éditions, on note que deux sont de la main de Layolle, qui était dans ces années éditeur chez Moderne.

### Noëls
Moderne a aussi publié quatre volumes de noëls, dont un avec musique notée à 1 voix :
- La Fleur des Noelz nouvellement imprimez faictz & composez…, (ca. 1535) (Pogue no 106) ;
- La Fleur des Noelz nouvellement notes en choses faictes…, (ca. 1535, Pogue no 107, avec musique notée) ;
- Noel nouveau composez par Sire Thomas le Vaillent…, (ca. 1535, Pogue no 127) ;
- Noelz nouveaulx faictz & compose…, (ca. 1535, Pogue no 128).

### Musique instrumentale

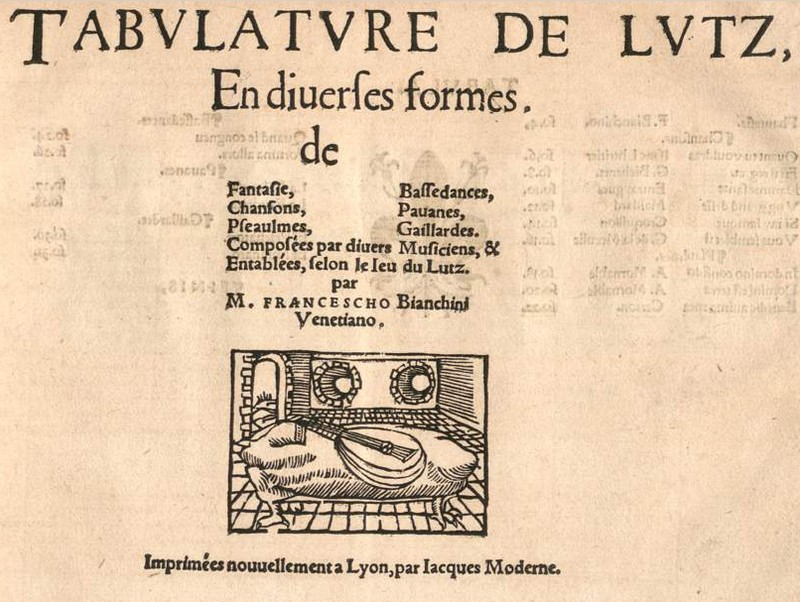
Page de titre de la tablature de luth de Francesco Bianchini éditée par Jacques Moderne en 1547.

Moderne publie trois tablatures de luth :
- Francesco Bianchini, Tabulature de lutz en diverses formes, 1547 (RISM 154727, Pogue no 51).
- Giovanni Paolo Paladino, Tabulature de lutz en diverses sortes, 1549 (RISM 154940, Pogue no 53).
- Valentin Bakfark, Intabulatura… liber primus, 1553 (RISM 155230, Pogue no 58).

Il publie également
- une tablature d'épinette de Guillaume Brayssingar, vers 1536, perdue (Pogue no 88) et qu'il faut probablement attribuer à Gregor Brayssing ;
- Musicque de joye, un recueil de danses françaises et de ricercari, entre 1544 et 1550 (RISM [c.1550]24, Pogue no 41), recueil partiellement copié du recueil Musica nova accomodata (Venise : Andrea Arrivabene, 1540, RISM 154022).

Numérisation disponible sur IMSLP. Fac-similé avec une introduction de Samuel F. Pogue (Peer : Alamire, 1991). 4 vol. sous emboîtage. Édition par Jacques Barbier (Tours : Éditions du CESR, 1993, coll. Ricercar).

### Traités de musique et de danse
- [Guillaume Guerson de Villelongue], Regules musicales musices rudimenta… 1540 (Pogue no 25).

Reprise d'un traité déjà publié plusieurs fois à Paris. Voir Ferand 1961 et Renouard 1914.
- L’art, science & practique de plaine musique… [c. 1530] (Pogue no 64).

Ici aussi, reprise d'un traité déjà publié deux fois à Paris vers 1502-1516. Voir Brenet 1907.
- S’ensuyvent plusieurs basses dances tant communes que incommunes… [ca. 1530-1538] (Pogue no 132).

Réédition modifiée de L'Art et instruction de bien dancer (Paris : Michel Toulouze, 1488). Voir Lesure 1955 et Heartz 1963. Numérisé par la SCA Dance ici.